# Nidhal Eddine Blida
Nidhal Eddine Blida, né le 27 novembre 2002, est un handballeur international algérien,. Il joue au poste d'arrière droit,.

## Palmarès

### Avec l'Équipe d'Algérie
Championnats d'Afrique
- Médaille d'argent au Championnat d'Afrique  2024 ( Égypte)